# تأثير جيل-مان لفقدان الذاكرة

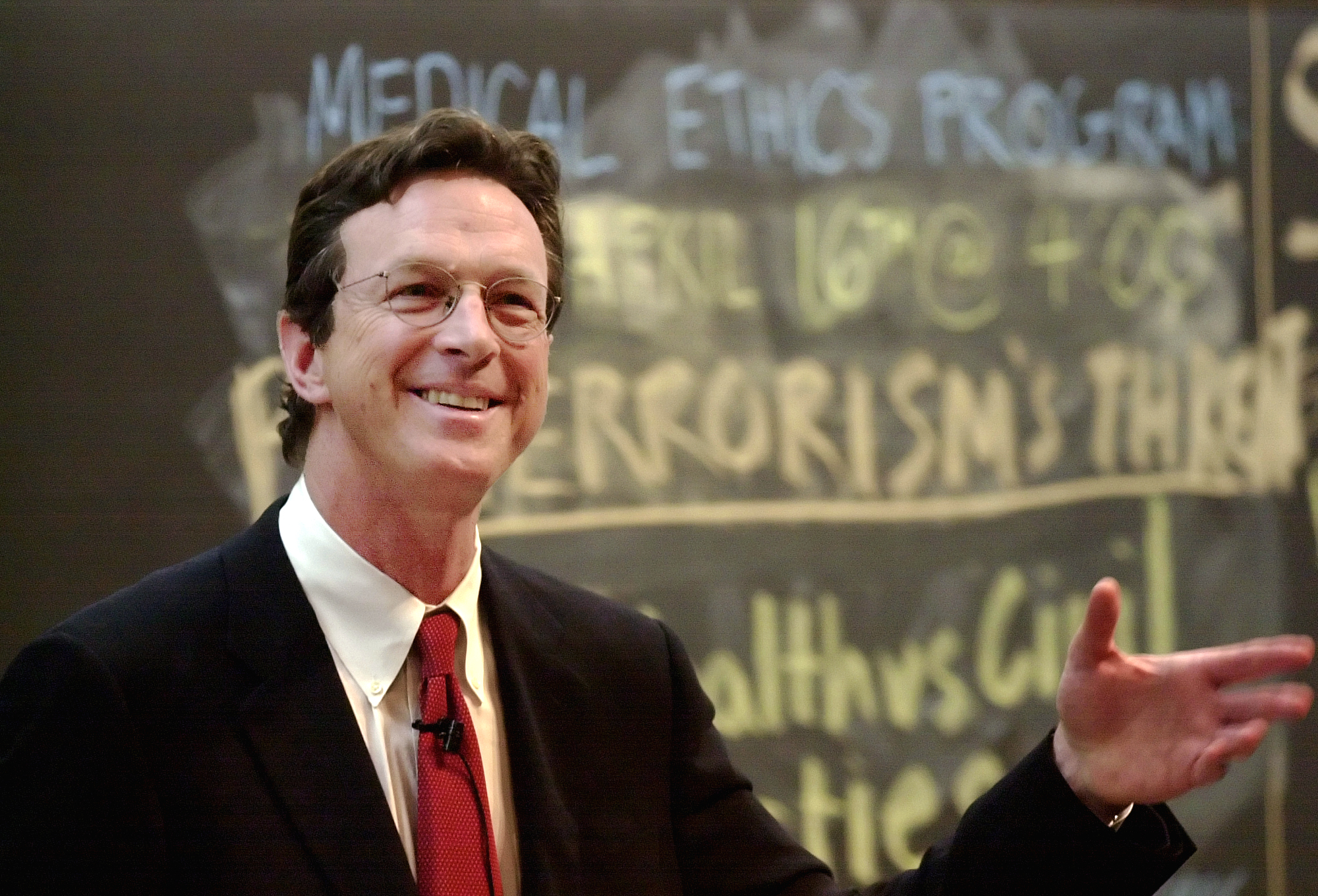
مايكل كريشتون ، صاغ المصطلح

تأثير جيل-مان لفقدان الذاكرة هو انحياز معرفي يصف ميل الأفراد إلى تحليل التقارير الإعلامية بشكل نقدي في المجالات اللتي لديهم خبرة بها ، وفي نفس الوقت يستمرون في الثقة في تقارير المجالات الأخرى على الرغم من إدراكهم وجود أخطاء محتملة مماثلة.
تم صياغة هذا المفهوم من قبل الروائي مايكل كريشتون في خطاب ألقاه عام 2002، حيث أطلق عليه اسم موراي جيل-مان ، وهو عالم فيزياء حائز على جائزة نوبل قام مايكل بمناقشة هذه الظاهرة معه.

## أصل التسمية

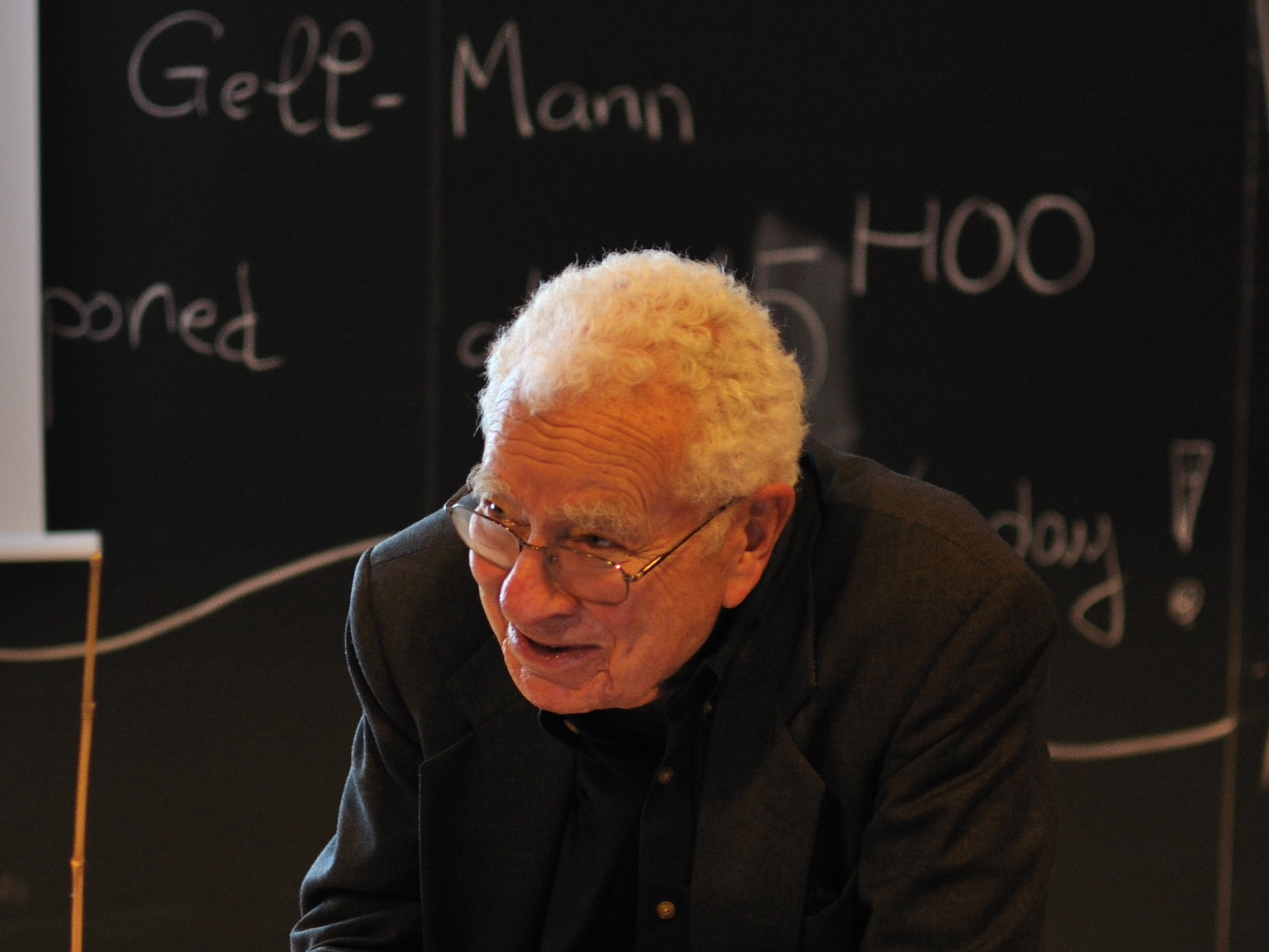
الفيزيائي موراي جيل-مان ، الذي سُمي التأثير باسمه

كان مايكل أول من وصف "تأثير جيل-مان لفقدان الذاكرة" في خطاب ألقاه في أبريل 2002 عن التكهنات أمام المنتدى القيادي الدولي : 